# Strömvallen
Strömvallen é um recinto municipal de futebol na cidade sueca de Gävle. Tem capacidade para 7 200 pessoas, e foi utilizado como casa do clube Gefle IF até 2015. Foi inaugurado em 1892.